# Lancashire Heeler
Lancashire Heeler – jedna z ras psów, zaliczana przez brytyjski Kennel Club do grupy psów pasterskich.

## Rys historyczny
Dokładne pochodzenie rasy nie jest jasne. Istnieje możliwość, że są spokrewnione z psami rasy welsh corgi, jednak część miłośników rasy uważa, że wywodzą się od psów hodowanych lokalnie.
W okolicach Ormskirk Lancashire Heeler był od dawna trzymany jako pies zaganiający bydło. Do jego zadań należało m.in. pędzenie bydła oraz owiec do rzeźni. Sposób w jaki pracowały te psy był zbliżony do pracy psów pasterskich z Entlebuch oraz Appenzell i polegał on na podchwytywaniu bydła za pęcinę, bez wyrządzania szkody zwierzęciu (nazwa heeler pochodzi od angielskiego słowa heel - pięta). Pierwsze pisemne wzmianki o małych psach rzeźnickich występują w Books of St. Albans z roku 1486. Wiadomo jednak, że niewielkie psy istniały w Wielkiej Brytanii jeszcze przed podbojem wysp przez Rzymian. W zbiorze praw walijskich z 920 roku można zaś znaleźć wzmianki o psach pracujących przy stadzie i o zwierzętach domowych.
Według Hucka istniały dwie odmiany heelrów, opisywane jako podobne do Corgi:
- ormskirk-heeler, odmiana o umaszczeniu czarnym z brązowymi znaczeniami i spotykana jeszcze do 1955 roku w rejonach Ormskirk[2]
- Lancashire heeler, ta odmiana miała umaszczenie czarnobrązowe, o bardziej lisiej głowie i posiadała silną skłonność do aportowania

Heelery były chętnie wykorzystywane przez mieszkańców Lancashire. Doskonale sprawdzały się jako psy myśliwskie, a także jako zwierzęta do zaganiania zwierząt na pastwiskach oraz do rzeźni. Rasa była najbardziej popularna na przełomie XVIII i XIX wieku, kiedy masowo sprowadzano owce z Irlandii, do czego przyczyniła się epidemia wśród stad w latach 1830–1830.
W drugiej połowie XX wieku podjęto prace nad standaryzacją rasy oraz ustabilizowaniem hodowli. W roku 1978, z inicjatywy Gwen Mackingtosh, powstał Heeler-Club w Norfolku, a w 1981 Kennel Club uznał Lancashire Heeler jako samodzielną rasę psów zaliczanych do pasterskich.

## Wygląd
Lancashire heeler jest psem małym o mocnym i prostym grzbiecie. Kończyny są krótkie, a ogon wysoko osadzony. Jeśli nie jest skrócony, to pies nosi go nisko, lekko zawinięty na końcu. Uszy są rozstawione szeroko, podobnie stojące jak u Corgi. Mogą lekko się załamywać do przodu.

### Szata i umaszczenie
Włos u tej rasy jest twardy i nie wymaga specjalnej pielęgnacji. Podczas okresu zimowego włos dłuższy i gęściejszy może tworzyć kryzę i portki. Umaszczenie podstawowe dla tych psów to czarne podpalane na pysku i łapach. Jest dopuszczalne występowanie jednej białej łaty na klatce piersiowej, inne białe znaczenia nie są dozwolone.

## Użytkowość
Lancashire heeler jest współcześnie głównie psem rodzinnym i stróżującym, sprawdzającym się w miniagility. Dawniej oprócz funkcji pasterskich i stróżujących, służył także jako tępiciel gryzoni. Był także wykorzystywany jako pies do polowania na króliki.

## Zachowanie i charakter
We wzorcu rasy Lancashire heeler jest określany jako pies silny i niezwykle aktywny. Posiada silny instynkt pasterski, jest psem towarzyskim i o wysokim stopniu posłuszeństwa. Wymaga zapewnienia mu codziennej, sporej dawki ruchu. Mają bardzo wylewny charakter. Podczas zagarniania stada wykonują swoje zadanie podgryzając zwierzęta w nogi, stąd z resztą jego nazwa: heeler, pochodząca od angielskiego słowa pięta.